# Wendlandiella gracilis
Wendlandiella gracilis är en enhjärtbladig växtart som beskrevs av Carl Lebrecht Udo Dammer. Wendlandiella gracilis ingår i släktet Wendlandiella och familjen Arecaceae.

## Underarter
Arten delas in i följande underarter:
- W. g. gracilis
- W. g. polyclada
- W. g. simplicifrons